# آلکساندرا بوربئی
آلکساندرا بوربِئی (مجاری: Borbély Alexandra؛ زادهٔ ۴ سپتامبر ۱۹۸۶) بازیگر اهل مجارستان و اسلواکی است. وی از سال ۲۰۰۹ میلادی تاکنون مشغول فعالیت بوده‌است.
او برای بازی در نقش ماریا در فیلم در جسم و روح شناخته شده است.